# Novinar
Novinar ili novinarka je naziv za osobu koja se bavi novinarstvom, prikupljanjem informacija o tekućim događajima, aktualnim temama, osobama i iste objavljuje u tiskanim, televizijskim, radijskim i elektroničkim medijima.

## Vanjske poveznice

### Sestrinski projekti
|  | Zajednički poslužitelj ima još gradiva o temi Novinari    |
|  | Zajednički poslužitelj ima još gradiva o temi Novinarstvo |

### Mrežna sjedišta
- Hrvatsko novinarsko društvo
- Hrvatski novinari i publicisti  Arhivirana inačica izvorne stranice od 20. svibnja 2017. (Wayback Machine)